# Schoenus griffinianus
Schoenus griffinianus är en halvgräsart som beskrevs av Karen Louise Wilson. Schoenus griffinianus ingår i släktet axagssläktet, och familjen halvgräs. Inga underarter finns listade i Catalogue of Life.